# Rudolf Seiß (Psychologe)
Rudolf Seiß (* 29. Juli 1927 in Hermsdorf/Ostthüringen; † 22. Februar 2023) war ein deutscher Psychologe und Hochschullehrer.

## Leben und Wirken
Rudolf Seiß legte seine Reifeprüfung Anfang 1945 in Altenburg ab und wurde danach sofort zum Wehrdienst einberufen. Nach dem Zweiten Weltkrieg verbrachte er zunächst die Zeit bis August 1945 in englischer Kriegsgefangenschaft und wurde dann in einem Schnellkurs auf die Lehrerprüfung vorbereitet. Ab 1948/49 studierte er Pädagogik und Psychologie, zunächst an der Universität Jena, ab 1951 an der Humboldt-Universität Berlin und wenig später ab dem Wintersemester 1951/52 an der Universität Göttingen. Seit dem Sommersemester setzte er sein Studium an der Christian-Albrechts-Universität zu Kiel fort und legte dort 1955 die Prüfung als Diplom-Psychologe ab. Anschließend promovierte er 1958 in Kiel bei Karl Mierke im Fach Psychologie mit einer Arbeit über „Vergleichende Analyse der Spontanbewegungen bei Erregung und Konflikt“. Anschließend arbeitete er einige Jahre im Schuldienst, ab 1961 dann in verschiedenen Forschungs- und Unterrichtsprojekten. Im Jahre 1967 wurde er außerordentlicher, 1969 ordentlicher Professor an der Pädagogischen Hochschule Kiel und lehrte dort bis zum Eintritt in den Ruhestand 1989 im Fach Psychologie.
In seiner Lehr- und Forschungstätigkeit an der PH Kiel und in seinen Veröffentlichungen beschäftigte sich Seiß mit Pädagogischer Psychologie, der Entwicklungspsychologie von Kindern und Jugendlichen sowie der Sexualerziehung. Die Arbeit von Rudolf Seiß war stark geprägt von seinem christlichen Glauben, dies wird nicht zuletzt aus seinen Veröffentlichungen deutlich, die sich z. T. beratend an einen weiten Leserkreis richteten.

## Veröffentlichungen (Auswahl)
- Verhaltensforschung und Konfliktgeschehen. Eine biologisch-psychologische Studie. Reinhardt, München/Basel 1969.
- Allgemeine Psychologie. Exemplarische Einführung für Pädagogen. Klinkhardt, Bad Heilbrunn 1970 (2. erw. Auflage 1974, ISBN 3-7815-0229-5).
- Psychologie der Sucht unter dem Aspekt der Jugendgefährung. In: Das öffentliche Gesundheitswesen, Bd. 33 (1971), S. 217–227.
- Das Recht auf Lust. Eine Orientierungshilfe für Erwachsene und ihre Eltern. Oncken, Wuppertal 1973, ISBN 3-7893-0463-8.
- Sexualerziehung zwischen Utopie und Wirklichkeit. Eine kritische Hinterfragung der Fortschrittsgläubigkeit. Klinkhardt, Bad Heilbrunn 1973, ISBN 3-7815-0150-7.
- (Hrsg.): Beratung und Therapie im Raum der Schule. Praxis der Einzelfallhilfe im Bereich der Lern- und Verhaltensstörungen. Klinkhardt, Bad Heilbrunn 1976, ISBN 3-7815-0245-7.
- Freiheit und Identität des Christen. Vom Bild zum Sein. Hänssler, Neuhausen 1979 (3. Aufl. 1990, ISBN 3-7655-2445-X).
- Die seelische Entwicklung im Schulalter (= Christen erziehen. Bd. 2). Brockhaus, Wuppertal 1979, ISBN 3-417-12176-0.
- Wenn Eltern Christen sind. Gesprächshilfen für die Begegnung mit Heranwachsenen. (= Christen erziehen. Bd. 1). 3. Auflage. Brockhaus, Wuppertal 1979, ISBN 3-417-12124-8.
- Humane Pädagogik. Liebe – das Zentrum erzieherischen Handelns. Klinkhardt, Bad Heilbrunn 1981, ISBN 3-7815-0483-2.
- Identität und Beziehung. Ein zentraler Aspekt verstehender Entwicklungspsychologie. Hänssler, Neuhausen-Stuttgart 1986, ISBN 3-7751-1042-9.
- Verwahrlosung und Delinquenz von Schülern im Zeichen des Unglaubens. In: Siegfried Bäuerle (Hrsg.): Ursachen und Umfeld von Schülerkriminalität. Verlag für Angewandte Psychologie, Stuttgart 1989, ISBN 3-87844-009-X.
- Dynamik der geistlichen Entwicklung. Schritte und typische Verlaufsformen geistlichen Wachstums. Brunnen-Verlag, Basel 1994, ISBN 3-7655-1029-7.
- Unser So-Sein ist unser Geworden-Sein. Die Grundstrukturen unserer seelischen Entwicklung. In: Eberhard Beckers (Hrsg.): Pluralismus und Ethos der Wissenschaft. Verlag des Professorenforums, Gießen 1999, ISBN 3-88404-300-5, S. 89–112.
- Geschaffen, um in der Liebe zu leben. Unsere seelische Entwicklung verstehen. Hänssler, Holzgerlingen 2002, ISBN 3-7751-3622-3.
- Die seelischen Strukturen unserer Beziehungsfähigkeit aus psychologischer und spiritueller Sicht. In: Eberhard Beckers (Hrsg.): Die Programmierung des kindlichen und jugendlichen Gehirns. Verlag des Professorenforums, Gießen 2002, ISBN 3-88404-302-1, S. 65–76.